# Maëlle Dumitru-Marin
Maëlle Dumitru-Marin, née le 19 février 2000 à Rennes, est une tumbleuse française.

## Carrière
Aux Championnats d'Europe 2021 à Sotchi, elle remporte la médaille d'or en tumbling par équipes avec Candy Brière-Vetillard, Manon Morançais et Lucie Tumoine ; il s'agit du premier titre de la France dans cette discipline depuis les Championnats d'Europe 2000 à Eindhoven.
Elle est sacrée championne du monde de tumbling par équipes aux Championnats du monde de trampoline 2021 à Bakou avec Lucie Tumoine, Candy Brière-Vetillard et Émilie Wambote ; il s'agit d'une première pour le tumbling français depuis 1996.
Elle est ensuite sacrée championne d'Europe 2022 par équipes à Rimini.
Elle est médaillée de bronze en tumbling par équipes avec Candy Brière-Vetillard, Manon Morançais et Émilie Wambote aux Championnats du monde 2022 à Sofia.
Aux Championnats du monde 2023 à Birmingham, elle remporte la médaille d'argent en tumbling par équipes avec Marie Deloge, Candy Brière-Vetillard et Maëlie Abadie.
Elle est médaillée d'argent en tumbling par équipes avec Candy Brière-Vetillard et Manon Morançais ainsi que médaillée de bronze en tumbling individuel aux Championnats d'Europe 2024 à Guimarães.